# Alaquàs
Alaquàs település Spanyolországban, Valencia tartományban. Alaquàs Aldaia, Picanya, Torrent és Xirivella községekkel határos. Lakosainak száma 30 022 fő (2024).

## Népesség
A település lakosságának változását az alábbi diagram mutatja:
| Lakosok száma | 27 522 | 29 279 | 30 177 | 30 392 | 30 202 | 29 964 | 29 474 | 29 561 | 29 537 | 30 022 |
|               | 2001   | 2004   | 2007   | 2009   | 2012   | 2014   | 2017   | 2019   | 2022   | 2024   |